# 汉密尔顿 (北达科他州)
汉密尔顿（英語：Hamilton），是美国北达科他州下属的一座城市。根据2010年美国人口普查，该市有人口61人。